# القمة العربية 1974 (الرباط)
القمة العربية الثامنة سنة 1974 في العاصمة المغربية الرباط (في الفترة من 26 وحتى 29 نوفمبر 1974.) بمشاركة كافة الدول العربية إلى جانب الصومال التي شاركت للمرة الأولى.
إعتمد مؤتمر القمة العربي الثامن المنعقد في الرباط منظمة التحرير الفلسطينية الممثل الشرعي والوحيد للشعب الفلسطيني. وتبنت القمة قراراً يعترف لأول مرة بمنظمة التحرير الفلسطينية ممثلاً شرعياً ووحيداً للشعب الفلسطيني بموافقة جميع الدول العربية باستثناء الملك حسين الذي امتنع عن تصديق القرار لهذا لم يعتمد القرار وبقي سرا.
كما قرر مؤتمر القمة السابع اختيار العاصمة السودانية، الخرطوم، مقرًا للمصرف العربي للتنمية الأفريقية.

## المقدمات السياسية التي سبقت انعقاد القمة
أثناء انعقاد القمة العربية في الجزائر ما بين 26 ،28/11/73 تبنت القمة قرارا يعترف لأول مرة بمنظمة التحرير الفلسطينية ممثلا شرعيا ووحيدا للشعب الفلسطيني بموافقة جميع الدول العربية باستثناء الملك حسين الذي امتنع عن تصديق القرار لهذا لم يعتمد القرار وبقي سرا بتاريخ 18/تموز/73 التقى الملك حسين والرئيس السادات في الإسكندرية، وتم التوقيع على بيان مشترك يعترف فيه السادات ويقر للملك حسين بأحقيته بالتحدث باسم الفلسطينيين المقيمين في الأردن ويزيد عددهم على المليون نسمة، وقد ترافق ذلك بحملة إعلامية غير مسبوقة من الصحافة المصرية على المنظمة تمهيدا لتهيئة الأجواء من أجل تنصيب الملك حسين متحدثا باسم الشعب الفلسطيني، واعتماد ذلك بقرار عربي في القمة العربية التالية والتي ستعقد في المغرب في 26/10/74. كان من المستحيل أن تقف فتح مكتوفة اليدين أمام هذه المخاطر لهذا تحركت مجموعات منظمة أيلول الأسود سريعا بتعليمات أبو إياد من أجل تنظيم عمل يردع الملك حسين وتنتقم منه ووضعت عدة مشاريع اغتيال للملك حسين حيث تم تكليف رئيس قسم العمليات والاغتيالات في منظمة أيلول الأسود أبو محمد العمري(فخري) بتنظيم العمل وتشكيل فريق يتولي المهمة.

### تفاصيل محاولة الإغتيال
شكل أبو محمد العمري فريقا من 13 شخصا، وبمساعدة أبو الوليد العراقي زودهم بجوازات سفر مزورة لا تحتاج تأشيرة دخول للمغرب. شارك في التخطيط وقيادة العملية ابو محمد العمري، أبو الوليد العراقي، المناضل (أبو رجائي) والمناضل(أبو هشام) وتوجهوا جميعا للمغرب بصورة فردية على أن ينتظر كل منهم في فندقه في انتظار تعليمات للتجمع في النقطة المحددة والمتفق عليها سلفا. أثناء وجود أبو محمد، وأبو رجائي في الدار البيضاء التقيا عرضا برجل أعمال ليبي يعرفانه وقد اشتهر عنه أنه مدافع متحمس عن القضية الفلسطينية، وكان يعتبر نفسه مؤيدا لأعمال العنف الثوري. في الحقيقة ان هذا الرجل كان يعمل ايضا لحساب الأمن المغربي. لم تمضي ساعات على هذا اللقاء العرضي حتى اكتشف أبو محمد، وأبو رجائي أنهما مراقبان فقررا مغادرة المغرب في الحال. لم يتمكن ابو محمد وابو رجائي بالمغادرة فقد فاجأهما الأمن المغربي واعتقلهما على الفور. وقام موظفي المخابرات المغربية بالاستيلاء على غرفتيهما لاستقبال المكالمات الهاتفية، والزوار المحتملين، وبالفعل استقبل الأمن المغربي مكالمة من (طنجة) يخبر فيها (أبو هشام) عن ميعاد وصوله للدار البيضاء، ولأنه لم يلتزم قواعد الأمن وخابر من فندقه فقد تم اعتقاله هو الآخر (كان مكلفا بتسليم الأسلحة لفرقة الاغتيال). عندها باتت مهمة الأمن المغربي أقل سهولة عندما هاتف شخص رابع من أغادير يعلن عن ميعاد وصوله بطريق الجو، ولأنه خابر من هاتف عمومي فإن الأمن المغربي أضطر إلى أن يحتجز كافة ركاب الطائرة والتحقيق معهم، ولم يكن صعبا اكتشاف الشخص الذي كان يحمل جواز سفر باكستاني ولم يكن يعرف كلمة من لغة مسقط رأسه فتم اعتقاله هو الآخر. وتوالت الاعتقالات بهذه الطريقة إلى أن وصل عدد المعتقلين 14 شخصا.
سارع الأمن المغربي برفع تقريره للملك الحسن مبلغا إياه أن هناك مخطط لاغتياله والملك حسين والرئيس السادات والملك فيصل والرئيس النميري وبما أنه لم يتم العثور على السلاح فإن الخطر ما زال قائما. وقد أشار التقرير أيضا إلى اتهام أبو إياد فدافع عنه أبو عمار. وحينما عرضت عليه صور الموقوفين تعرف ابو عمار على أبو محمد العمري وأبو رجائي واخبر الملك أن هؤلاء مطرودين من فتح ويعملون في أيلول الأسود ولا علاقة لفتح بالأمر. تحرك أبو إياد سريعا لمنع وصول الأسلحة إلى المغرب حتى لا يتوفر الدليل المادي الذي يدين الفدائيين ويبقيهم في السجن مدى الحياة على أقل تقدير، فأوعز لأحد وكلاء أيلول الأسود بالإبلاغ عن شحنة الأسلحة للسلطات الأسبانية، وهو ما تم بالفعل حيث أوقف الأمن الأسباني الشحنة وصادرها وقام بطرد السائق وشخص آخر لأنهم لم يريدوا التورط في قضية بين المغرب وفتح.
في النهاية لم يكن أمام الأمن المغربي سوى الضغط على المعتقلين للاعتراف بمسئولية أبو إياد أو أبو عمار عن العملية ولأن الجميع اعترف على أبو محمد العمري بأنه مسئول العملية فقد نال النصيب الأكبر من التعذيب. وفي الجانب الآخر من المشهد عقدت القمة العربية في جو من الرعب والشائعات لدرجة أن أولئك المعروفون بانحيازهم الكامل للملك حسين أصبحوا فجأة مدافعين مستميتين عن منظمة التحرير الفلسطينية فقد كانوا يعتقدون أن أيلول الأسود نشرت عشرات المسلحين لقتل الرؤساء العرب أما أبو عمار وأبو إياد فقد حضرا القمة العربية وحصلا على ما يريدان بدون أي دليل إدانة لهما بفضل تماسك أبو محمد ومن معه في التحقيق.
حققت عملية المغرب عدة نتائج تتمثل في: التأكيد على حق الشعب الفلسطيني في العودة، والتأكيد على حق إقامة سلطة وطنية مستقلة بقيادة منظمة التحرير الممثل الشرعي والوحيد للشعب الفلسطيني على كل قطعة محررة من الأراضي الفلسطينية، وعلى جميع البلاد العربية دعم هذه السلطة في شتى المجالات.
واستنادا على هذا القرار، وبعد أسبوعين فقط في 13/11/74 تم استقبال ياسر عرفات في الأمم المتحدة، وتم الاعتراف بالمنظمة ممثلا شرعيا ووحيدا للشعب الفلسطيني، وتم منح فلسطين صفة مراقب في الأمم المتحدة في أول سابقة في التاريخ أن تشارك حركة تحرر وطني رسميا في المنظمة الأممية بالإضافة إلى اعتراف الأمم المتحدة بحق الشعب الفلسطيني في السيادة والاستقلال الوطني.

## تحركات أبو إياد للإفراج عن أبو محمد العمري ومن معه
بتاريخ 19/11/74 وفي مهرجان شعبي حافل عقد في جامعة بيروت العربية احتفالا بالانتصار لمنظمة التحرير الفلسطينية على المستويين العربي والدولي تبنى أبو إياد محاولة الفدائيين المعتقلين في المغرب (الذين هم بالأساس أصحاب هذا الإنجاز) وذكر الجماهير أن قيادة فتح بعد أحداث أيلول اتخذت قرارا بإزالة الملك حسين ونظامه، وألمح إلى انه إذا أصم الملك الحسن الثاني أذنيه عن نداءاته بالإفراج عن المعتقلين فإن لدي فتح من الوسائل التي تجبر الملك المغربي علي الإذعان، وهنا وصلته رسالة صغيرة أثناء الخطاب فحواها أن المغرب أطلق سراح المعتقلين وسلمهم إلى السادات الذي أودعهم سجن القلعة ؟! فانتقل أبو إياد من الهجوم على الحسن الثاني إلى الهجوم على السادات إلي أن قوطع مرة أخرى، ولكن بواسطة أحد أعضاء السفارة المصرية حررت بهذه العبارات (السادات يدعوك لرؤيته فورا..فلا تنتقده قبل أن تستمع إليه)..وهنا عدل أبو إياد خطابه الموجه للجمهور مخبرا إياه أن أصدقائنا المصريين أبلغوه للتو أن احتجاز الفدائيين (إجراء روتيني)، وهم يلقون معاملة حسنة. وفي اليوم التالي غادر أبو إياد إلى القاهرة وقابل السادات الذي أخبره أن رجال المخابرات المصرية الذين أرسلوا إلى المغرب عادوا مقتنعين بأنه لم يكن مستهدفا غير الملك حسين ثم توجه الهاتف وتحدث مع وزير الداخلية (ممدوح سالم)، وطلب منه سرعة الإفراج عن المعتقلين الأربعة عشر فورا.

## التصالح مع الملك الحسن الثاني
بتاريخ 20/8/1975 توجه أبو إياد بصورة بالغة التكتم إلى الدار البيضاء بصحبة (أبو محمد – أبو رجائي – أبو هشام) على متن طائرة مغربية خاصة برعاية ضباط من المخابرات المغربية الذين أنزلوهم في مقر بالدار البيضاء لمدة ستة أيام قبل التوجه إلي الرباط لمقابلة الملك الحسن..وفقا لقواعد، وأبهة البلاط الشريفي. إذ وصل القادة الفلسطينيين إلى القصر في عربة تتقدمها الدراجات النارية بمرافقة حشد من الحرس الملكي إلى أن استقبلهم رئيس المراسم الملكية، وأدخلهم لمقابلة الملك حيث أثار أبو إياد نقطة هامة تهمه على نحو خاص وهي الاتهامات للمعتقلين الذين أوقفوا قبيل قمة (الرباط) بقليل، وأخبره أن المستهدف الوحيد هو الملك حسين، وذكره أنه هو نفسه دعا الملك حسين إلى التنازل عن السلطة للمقاومة، وأن هؤلاء المعتقلين الثلاثة ما هم إلا طلاب حرية، ومدافعين عن حق منظمة التحرير في تمثيل شعبها، وليسو لصوصا، ولا قطاع طرق كما صورتهم الصحافة المغربية.. استمع الملك الحسن باهتمام ثم عرض وساطة بين الملك حسين، والمقاومة، وتطرق إلى موضوع النزاع مع الجزائر حول الصحراء الغربية، حيث اقترح صيغة تسوية مع الجزائر طالبا من أبو إياد المساعدة في نقلها إلى الرئيس (بومدين) قبل المغادرة إلى بيروت نظرا للعلاقة المميزة التي تربط الثورة الفلسطينية بالجزائر. وفي 31 /8 / 1975 تفاجأ أبو إياد بأن مضيفيه المغاربة قد رتبوا له احتفالا بعيد مولده بحضور زوجته، وأطفاله الستة ،وبصحبة من معه، وشخصية كبيرة من البلاط الملكي، وغنوا جميعا الأناشيد الفلسطينية، والمغربية حتى ساعات متأخرة من الليل. وبهذا فتحت صفحة جديدة من العلاقات مع المغرب، وحققت فتح ما كانت تهدف إليه من الحصول على الاعتراف العربي، والدولي.

## وصلات خارجية
مقالة بقلم الباحث في الشؤن الأمنية والسياسية (علي الفخراوي) http://kofiapress.com/arabic/?action=detail&id=26055